# Ryan Donowho
Ryan Wayne Donowho (* 20. September 1980 in Houston, Texas) ist ein US-amerikanischer Schauspieler, der vor allem durch seine Rolle als Johnny Harper in der Erfolgsserie O.C., California bekannt wurde.

## Leben
Ryan Donowho wurde als jüngerer von zwei Brüdern in Texas geboren. Sein Vater heißt Wayne, sein älterer Bruder Matthew. Schon früh zeigte sich sein Talent als Schlagzeuger. Er begann seine Karriere auf den Straßen von New York, genauer gesagt in den U-Bahn-Schächten der Stadt, wo er viele Jahre als Straßenkünstler Drums spielte und in einer Musikergruppe sein Geld verdiente. Dort wurde er eines Tages von einem Agenten entdeckt, der ein Model für eine Kampagne des Jeans-Labels Levi’s suchte. Seine erste Schauspielrolle hatte er in dem Film The Car Thief and the Hit Man, in dem er einen Autodieb spielte. Seine bis dahin wichtigste Rolle spielte er 2004 im Independentfilm Imaginary Heroes, die, obwohl nur eine Nebenrolle, unter den Kritikern Beachtung fand. 2005 bekam er die Rolle des Johnny in O.C., California.  Donowho lebt momentan in Williamsburg, Brooklyn.

## Filmografie (Auswahl)
- 2001: The Car Thief and the Hit Man
- 2003: The Mudge Boy
- 2003: Rhythm of the Saints
- 2003: Bringing Rain
- 2004: Imaginary Heroes
- 2004: Ein Zuhause am Ende der Welt (A Home at the End of the World)
- 2005: Strangers with Candy
- 2005: Broken Flowers
- 2005–2006: O.C., California (The O.C., Fernsehserie)
- 2006: The Favor
- 2006: In from the Night
- 2006: The Pacific and Eddy
- 2006: Flakes
- 2009: Bandslam – Get Ready to Rock! (Bandslam)
- 2010: Altitude – Tödliche Höhe (Altitude)
- 2011: Rites of Passage
- 2011: Blood Out
- 2011: Transit
- 2012: Soldiers of Fortune
- 2014: Cabin Fever 3: Patient Zero (Cabin Fever: Patient Zero)